# Alopecosa notabilis
Alopecosa notabilis är en spindelart som först beskrevs av Schmidt 1895.  Alopecosa notabilis ingår i släktet Alopecosa och familjen vargspindlar.
Artens utbredningsområde är Kazakstan. Inga underarter finns listade i Catalogue of Life.